# Marcin Komenda
Marcin Komenda est un joueur polonais de volley-ball né le 24 mai 1996. Il joue passeur. 

## Palmarès

### Équipe nationale
Ligue des Nations:
- 2019

Championnat d'Europe:
- 2019[1]

Coupe du Monde:
- 2019